# Jáma (film, 2003)
Jáma (též Nemám strach, v italském originále Io non ho paura) je film z roku 2003, který natočil italský režisér Gabriele Salvatores. Scénář napsali Francesa Marciano a Niccolò Ammaniti na motivy Ammanitiho stejnojmenného úspěšného románu Io ho non paura z roku 2001. Již dva dny poté, co se v únoru 2003 film objevil na Berlínském filmovém festivalu, byl zakoupen do 32 zemí.
Příběh se odehrává v Itálii v roce 1978, v období tzv. Olověných let („anni di piombo“ ), kdy byla země zasažena sérii únosů a teroristických útoků. Vypráví příběh desetiletého chlapce, který náhodou odhalí děsivý zločin, do něhož jsou zapleteni všichni dospělí z jeho vesnice.

## Děj
Příběh se odehrává v roce 1978 ve fiktivním městečku Aqua Traverse v jižní Itálii za nejparnějšího léta 20. století.
Desetiletý chlapec Michele Amitrano (Giuseppe Cristiano) závodí v běhu přes sluncem sežehnuté pšeničné pole s partou kamarádů. Kdo doběhne jako poslední, musí si odpykat trest. Michelova malá sestřička během závodu upadne a rozbije si brýle. Michele se pro ni vrátí, zdrží se a kvůli tomu prohraje.
Vedoucí skupiny, hoch přezdívaný Smrťák, ale rozhodne, že nejpomalejší byla tlustá Barbara – kromě Michelovy sestry druhá dívka ze skupiny. Přikáže jí, aby se před kluky svlékla. S tím Michele nesouhlasí a chce si spravedlivě odpykat trest místo ní.
Za trest tedy musí přejít po ztrouchnivělém trámu ve stodole na opuštěném statku. Pak skupinka dětí odjíždí na kolech domů. Po cestě Michelova sestra zjistí, že na statku ztratila brýle, a tak se pro ně Michele vrací. Při hledání brýlí objeví jámu zakrytou plátem kovu. Když plát odsune, spatří pár bosých nohou. Vyděsí se a uteče, a rozhodne se nechat si toto tajemství pro sebe.
Příští den se na místo znovu vrátí a zjistí, že je v jámě ukrytý chlapec. Michele mu nosí vodu, později i jídlo a dává pozor, aby ho při tom nikdo nespatřil. Zmateného a traumatizovaného chlapce se zvědavě vyptává, jak se ocitl v jámě a kde má rodiče. Chlapec věří, že je po smrti a Michele je jeho strážný anděl.
Jeden večer Michele uvidí své rodiče, jak sledují televizi, kde ukazují fotku uneseného devítiletého Filippa z Milána. Michele v něm pozná chlapce z jámy a přijde na to, že jeho vlastní otec je do únosu zapleten, stejně jako všichni další muži ve vesnici a neznámý cizinec ze „Severu“ (Miláno). Filippa (Mattia di Pierro) ale navštěvovat nepřestane, jednou ho dokonce vezme s sebou ven z jámy hrát si v pšeničném poli. Aby získal hračku pro Filippa, nabídne Michele výměnou za ni kamarádovi Salvatorovi tajemství. Vyjeví mu celý příběh. Salvatore se cítí nepříjemně, když ho slyší, ale hračku Michelovi dá a slíbí, že tajemství neprozradí.
Jenže při další návštěvě Filippa je Michele odhalen jedním z únosců, starším bratrem Smrťáka, který ho vytáhne z jámy a odveze domů. Salvatore tedy Michelovo tajemství vyzradil. Otec Michela potrestá a vyhrožuje mu, že pokud se k jámě vrátí, hrozí mu výprask. A tak musí Michele přísahat, že už se tam neukáže.
Přísahu poruší, ale zjistí, že Filippo už v jámě není. Salvatore mu prozradí jeho nový úkryt a Michele další noc zaslechne, jak se dospělí dohadují, kdo půjde Filippa zabít. Michele se proto hned vydává ho zachránit. Pomůže mu ven z jeskyně, kam ho dospělí schovali, ale sám už utéct nestihne. Michele uvidí přicházet svého otce a utíká k němu, ale ten v domnění, že jde o Filippa, po něm vystřelí.
V poslední filmové scéně Michelův otec utíká s Michelem v náručí vyhledat lékařskou pomoc. Střetne se s mužem ze Severu Milánem, který trvá na tom, aby dokončil svůj úkol a zabil Filippa. Filippo riskuje a ukáže se Michelovi, aby prokázal svůj vděk. Přilétá policejní helikoptéra. Film končí, kající se otec tiskne svého syna k sobě a Michele se natahuje k Filippovi.

## Produkce
Film Jáma je inspirován románem Niccola Ammanitiho Io non ho paura. Námět napadl Ammanitiho během výletu do Apulie. Román vyhrál v roce 2001 cenu Viareggio-Repaci za Fikci. Od té doby se prodalo přes 700 000 výtisků a kniha byla přeložena do více než dvaceti jazyků (česky byla vydána nakladatelstvím Havran v roce 2005, přeložila ji Alice Flemrová).
Kniha vychází ze skutečného příběhu chlapce uneseného z Milána během Olověných let. Tehdy bylo běžné unášet lidi ze Severu a převážet je na Jih, kde byli skrýváni a někdy i zabiti, pokud nedošlo k zaplacení výkupného. V roce 1978 dosáhl počet unesených čísla 600. Většina únosů byla politicky motivována, ale docházelo také k unášení dětí z bohatých severských italských rodin. Problém nabyl takových rozměrů, že italská vláda automaticky zmrazila jmění všech rodin, jejichž děti byly uneseny za účelem výkupného, aby pachatele odradila od dalších únosů.
Podle Salvatorese je film primárně zaměřený na záhady, které kolem únosů panovaly, a na ztrátu nevinnosti malého chlapce. Většinu herců tvořilo místní obyvatelstvo, které nemělo s natáčením žádné dřívější zkušenosti. Pro Giuseppa Cristiana, který hrál hlavního hrdinu, to byla filmová premiéra. V dospělých rolích se objevili zkušení herci Aitana Sanchez-Gijon, Dino Abbrescia a Giorgio Careccia.
Film se natáčel v Basilicatě a Apulii, v místech, kde režisér Gabriele Salvatores strávil mládí. Jedním z hlavních rysů filmu je pestrá scenérie, plná pohledů na nekonečné lány pšenice a zelené kopce. Krajina kolem Aqua Traverse měla přímo lákat k dětským dobrodružstvím. Film používá silné schéma základních barev, aby se tak přiblížil pohledu dětí na svět, a soustředí se na různé objekty jejich zájmu, které na kameře přibližuje. Hudba k filmu, v níž převažuje smyčcové kvarteto, je od Ezia Bossa a Pepa Schermana.

## Ocenění
- Flaiano Film Festival 2003: vítězství v kategoriích Cena publika pro nejlepšího herce (Giuseppe Crisiano), Nejlepší filmová hudba (Ezio Bosso) a Nejlepší scénář (Niccolo Ammaniti)
- Italský národní syndikát filmových novinářů 2003: vítězství v kategoriích Nejlepší kamera (Italo Petriccione), Nejlepší režie (Gabriele Salvatores), Nejlepší herec ve vedlejší roli (Diego Abatantuono)
- Ceny Davida di Donatella 2004: vítězství v kategorii Nejlepší kamera (Italo Petriccione)
- Mezinárodní filmový festival v Berlíně 2003: nominace – Zlatý berlínský medvěd (Gabriele Salvatores)